# Cantó de Lucenay-l'Évêque
El cantó de Lucenay-l'Évêque és un cantó francès del departament de Saona i Loira, situat al districte d'Autun. Té 12 municipis i el cap és Lucenay-l'Évêque.

## Municipis
- Anost
- Barnay
- La Celle-en-Morvan
- Chissey-en-Morvan
- Cordesse
- Cussy-en-Morvan
- Igornay
- Lucenay-l'Évêque
- La Petite-Verrière
- Reclesne
- Roussillon-en-Morvan
- Sommant

## Història
| Data d'elecció                           | Identitat            | Partit        | Qualitat |
| ---------------------------------------- | -------------------- | ------------- | -------- |
| 1945-1954                                | René Roy             | radical       |          |
| 1954-1963                                | Albert Lamu          | radical       |          |
| 1963-1979                                | Elie Ermenou         | radical       |          |
| 1979-1985                                | André Basdevant      | PS            |          |
| 1985-1998                                | Lucien Naudin        | PS            |          |
| 1998-2011                                | Michel Dessertenne   | PS            |          |
| 2011-                                    | Jean-Baptiste Pierre | Divers gauche |          |
| les dades anteriors no són pas conegudes |                      |               |          |
|                                          |                      |               |          |

## Demografia
| A partir de 1990: Població sense dobles comptes |